# Islander 23
Gli Islander 23 sono un'organizzazione criminale presente in Australia. I membri sono isolani del Pacifico.